# Willy Schütz-Erb
Willy Schütz-Erb (ook: Willy Schütz) (Erbach, 28 april 1918 – Obersasbach (Baden), 9 november 1992) was een Duits componist en dirigent.

## Levensloop
Schütz-Erb studeerde aan de Statelijke hoge school voor muziek in Berlijn en aan de vakschool van het Duitse leger in Berlijn-Spandau en behaalde het diploma als Musikmeister. Als Musikmeister trad hij in de Duitse Wehrmacht in. Na de Tweede Wereldoorlog was hij dirigent van de Stadtkapelle Hachenburg en sinds 1961 van de Stadtkapelle Achern 1808 e.V. en de Stadtkapelle "Harmonie" Kehl-Sundheim. Met de Stadtkapelle Achern 1808 e.V. was hij in 1962 bij het 4e Wereld Muziek Concours te Kerkrade. In 1964 werd hij van de stad Achern tot Städtischer Musikdirektor benoemd. In 1981 ging hij met pensioen.
Hij was voor een bepaalde tijd dirigent van het mannenkoor Liedertafel Achern. Als componist schreef hij werken voor koren en harmonieorkesten.

## Composities

### Werken voor harmonieorkest
- 1970 Europabrücke, symfonisch gedicht voor harmonieorkest
  1. Begegnung
  2. Kehl
  3. Strasbourg
  4. Vive l'Europe
- 1981 An der Europabrücke, mars voor harmonieorkest
- 1982 Entrade Festiva, voor harmonieorkest
- 1983 Friedlich vereint, processiemars
- 1983 Großglocker-Trip, concertmars
- 1987 Palotás Csárdás, voor twee dwarsfluiten solo en harmonieorkest
- 1990 Reveille - Morgensignal, voor harmonieorkest
- Blende auf!, intermezzo voor harmonieorkest
- Cantata Chorale, voor harmonieorkest
- Der Hanauer Marsch
- Jubiläums-Hymne, voor harmonieorkest

### Werken voor koren
- Das alte Jahr geht bald zu Ende, voor driestemmig vrouwenkoor
- Ein guter Rat, voor gemengd koor
- Lob und Dank, voor gemengd koor
- Sänger heraus, voor vrouwenkoor
- Still ruht dein Herz, voor gemengd koor (of: mannenkoor)
- Willst du dein Herz mir schenken, voor gemengd koor

### Kamermuziek
- Kleine Suite, voor drie blazers

- Virtual International Authority File: 1579154260899524480000